# Age of Conan: Hyborian Adventures
Age of Conan: Hyborian Adventures — MMORPG розроблена норвезькою компанією Funcom для ПК і Xbox 360. Гра була запущена о 9 годині (GMT) 17 травня, 2008 року для тих, хто мав передзамовлення і зареєструвався для раннього доступу. Повний реліз для ПК-версії в Північній Америці відбувся 20 травня, 2008 року, в Європі 23 травня, 2008 року. Версію для Xbox 360 заплановано випустити на рік пізніше ПК-релізу.
Hyborian Adventures — перша гра в запланованій серії Age of Conan. Дія Age of Conan відбувається на континенті хайборійських королівств за рік після подій описаних в єдиній новелі Говарда The Hour of the Dragon. Випуск Hyborian Adventures' присвячений 76 річниці франшизи Конан.
Як і в багатьох MMO іграх, тут присутня щомісячна плата. Рекомендована роздрібна ціна підписної карти на 2 місяці становить $29.99 (€19.28). Також можлива онлайн-оплата кредитною карткою по $14.99 (€9.63) в місяць. Знижки можна отримати при передплаті одразу на кілька місяців. Перший місяць гри безкоштовний.

## Персонажі

Створення персонажу в Age of Conan: Hyborian Adventures.

Персонажі в Age of Conan: Hyborian Adventures створюються на певному акаунті користувача на певному онлайн-сервері. Персонажі створені на одному сервері не можуть грати на іншому (Funcom планує таку можливість). Після створення персонажу гравець може обирати між трьома расами, далі він обирає один з чотирьох архетипів і один з трьох класів.
| Aquilonian                                    | Cimmerian                                     | Stygian                                             |
| --------------------------------------------- | --------------------------------------------- | --------------------------------------------------- |
| Rogue - Assassin - Ranger - Barbarian         | Rogue - Ranger - Barbarian                    | Rogue - Assassin - Ranger                           |
| Priest - Priest of Mitra                      | Priest - Bear Shaman                          | Priest - Tempest of Set                             |
| Soldier - Guardian - Dark Templar - Conqueror | Soldier - Guardian - Dark Templar - Conqueror | Mage - Necromancer - Herald of Xotli - Demonologist |

## Reception

### Рев'ю
| Видання      | Оцінка      |
| ------------ | ----------- |
| Edge         | 7 out of 10 |
| G4           | 4/5         |
| Game Players | 4/5         |
| GameSpot     | 8.5/10      |
| GameSpy      | 4/5         |
| GameZone     | 9.4/10      |

Версія для Windows отримала середню оцінку 82% в 24 рев'ю згідно з агрегатором Game Rankings і середню оцінку 80 зі 100 в 29 рев'ю згідно з Metacritic.
Нідерландський ігровий онлайн-журнал Gamersnet і норвезький Gamereactor дали грі 9 з 10. Багато видань не будуть оцінювати гру, доки вона не вийде зі стадії Бети. 

### Продажі
Було продано 500 000 копій по всьому світу станом на 1 червня 2008 року.  А через шість днів обсяги продажів досягли 1 000 000.

### Відкладання релізу
Funcom двічі відкладала вихід Age of Conan: Hyborian Adventures: перший раз 21 січня 2008 року і вдруге 24 травня 2008. Затримки були широко висвітленні в онлайн-виданнях (як то IGN) і призвели до обвалів курсу акцій Funcom.

### Pre-Launch acclaim
Протягом кількох останніх років Funcom двічі представляв Age of Conan: Hyborian Adventures на Electronic Entertainment Expo, відомішій як E3, де продукт отримав різноманітні відзнаки критиків. Ось деякі з них.
| E3 2005 1. GameSpot Editors' Choice Winner 2. IGN.com Runner-Up Best of E3 [Архівовано 20 липня 2008 у Wayback Machine.] 3. GamersInfo.Net Editors' Choice 4. Gamezone Best of E3 Award | E3 2006 1. GameSpot Editors' Choice Winner 2. IGN.com Best of E3 Winner 3. GameSpy: MMO Game of Show 4. Yahoo! Games Best MMOG | E3 2007 1. IGN.com Best of E3 Winner [Архівовано 11 грудня 2012 у WebCite] 2. GameTrailers Best RPG Nominee [Архівовано 20 вересня 2007 у Wayback Machine.] 3. WarCry MMO of the Show Nominee 4. GC 2007: Best online game [Архівовано 10 жовтня 2007 у Wayback Machine.] |

2008
1. MMORPG.com Most anticipated game of 2007 [Архівовано 16 травня 2008 у Wayback Machine.]